# Duas Igrejas (Vila Verde)
Duas Igrejas is een plaats (freguesia) in de Portugese gemeente Vila Verde en telt 1 407 inwoners (2001).